# Impero bizantino durante la dinastia comnena
Con la morte di Basilio II, basileus della dinastia dei Macedoni, la monopolizzazione delle cariche pubbliche da parte dell'aristocrazia militare e la bipolarizzazione della società in una aristocrazia di latifondisti e in una cerchia di agricoltori impoveriti, stavano pesando eccessivamente sulla società bizantina. Per questo motivo a Costantinopoli venne introdotto dai Comneni un sistema vassallatico-beneficiario simile a quello che si era diffuso in Occidente a partire dall'età carolingia durante l'VIII-IX secolo. Tale sistema si distingueva nella pronoia cioè una dotazione a tempo determinato di terre con il diritto di godere dei frutti in cambio di servizi soprattutto militari nei confronti dell'imperatore. I grandi proprietari terrieri godevano poi di una totale esenzione dalle imposte. L'altro elemento costitutivo di questo sistema era la caristicaria cioè una concessione beneficiaria di beni ecclesiastici e monastici ad amministratori laici. Nel frattempo la burocrazia imperiale diventava sempre più pesante e rendeva dispendioso il funzionamento dello Stato, mentre anche la Chiesa greca risentiva della soggezione al potere pubblico.
In Occidente, nel frattempo, la sede patriarcale romana mostrava le sue pretese di egemonia su tutte le altre sedi patriarcali (Alessandria d'Egitto, Antiochia e Costantinopoli) e ciò spinse il basileus Costantino IX Monomaco (1042-1054) e la moglie, la basilissa Zoe, ad appoggiare l'operato del patriarca di Costantinopoli Michele Cerulario (1000 ca.-1058) che aggravò il contenzioso tra Chiesa latina e Chiesa greca, portando allo scisma d'Oriente.

## Alessio I Comneno (1081-1118)
La dinastia dei Comneni sale al trono verso la fine dell'XI secolo e rafforza l'impero che subì in Anatolia la terribile sconfitta contro i turchi selgiuchidi presso Manzicerta nel 1071. L'operato di Alessio I Comneno guardava a due obiettivi: impedire l'instaurarsi dei Normanni in Italia meridionale e impedire che nel Vicino Oriente si installasse un "regno franco" a seguito della prima crociata (1096-1099), perché questi due eventi avrebbero minato la preminenza bizantina sul bacino orientale del Mediterraneo.

## Giovanni II Comneno (1081-1118)
Successore di Alessio I, Giovanni II arriva alla rottura l'alleata tradizionale Venezia, mentre intraprende una campagna militare in Asia Minore che aveva lo scopo di ridurre all'obbedienza bizantina i principati crociati. Nel frattempo contro il regno siculo-normanno trovò alleati il papa Innocenzo II e l'imperatore romano-germanico Lotario II, inaugurando una nuova politica che tuttavia non ebbe lunga durata. Infatti con l'avvento al trono tedesco di Federico I Barbarossa, che non volle piegarsi ai voleri della Chiesa romana, l'intesa si ruppe. Oltre a ciò, la politica energica del Barbarossa e la riscoperta del diritto romano, mostravano come l'imperatore tedesco volesse ambire all'eredità del prestigio e della tradizione di Roma, entrando in competizione con l'imperatore bizantino: per questo motivo il basileus Giovanni individua nel sovrano tedesco il suo avversario. Dunque la vecchia politica estera bizantina veniva stravolta e adesso Costantinopoli, per mantenere i rapporti con il papato doveva instaurare buoni rapporti con la corte normanna di Palermo.

## Manuele Comneno (1143-1180)
Al soglio imperiale succede Manuele, che fa altri passi avanti in politica estera: stipula una larga rete di alleanze che vedeva il papa, il re normanno di Sicilia, il doge di Venezia e i Comuni italiani assieme ad alcuni grandi feudatari dell'Italia centrale e ai principati franchi di Gerusalemme. Questa alleanza aveva come scopo immediato la vittoria sulle pretese di egemonia del Barbarossa, ma come scopo ultimo c'era forse una politica neogiustinianea di unificazione del Mediterraneo. Questo poté essere possibile appoggiandosi alla città di Ancona, appartenente alla Pentapoli bizantina, dalla quale poter avviare una politica di egemonia sull'Adriatico, contrastando il monopolio veneziano.
Per attuare questa politica il basileus doveva instaurare rapporti di buon vicinato anche con i principati turco-musulmani in Anatolia, suoi vicini. Ma i rapporti non andarono come si sperava e difatti proprio le forze turco-musulmane sconfissero in battaglia Manuele che morì nel 1180. Successe dunque un periodo di crisi all'interno dell'impero dalla quale la famiglia dei Comneni ne uscì sconfitta tra congiure, intrighi di corte e scorrerie a Costantinopoli, quest'ultime causate dai veneziani e dai genovesi. Alla dinastia dei Comneni successe la dinastia degli Angeli che si ritrovò in una serie di eventi che da subito la mise alla prova.